# Apollonio di Archia
Apollonio di Archia (Atene, I secolo a.C. – I secolo a.C.) è stato uno scultore greco antico.

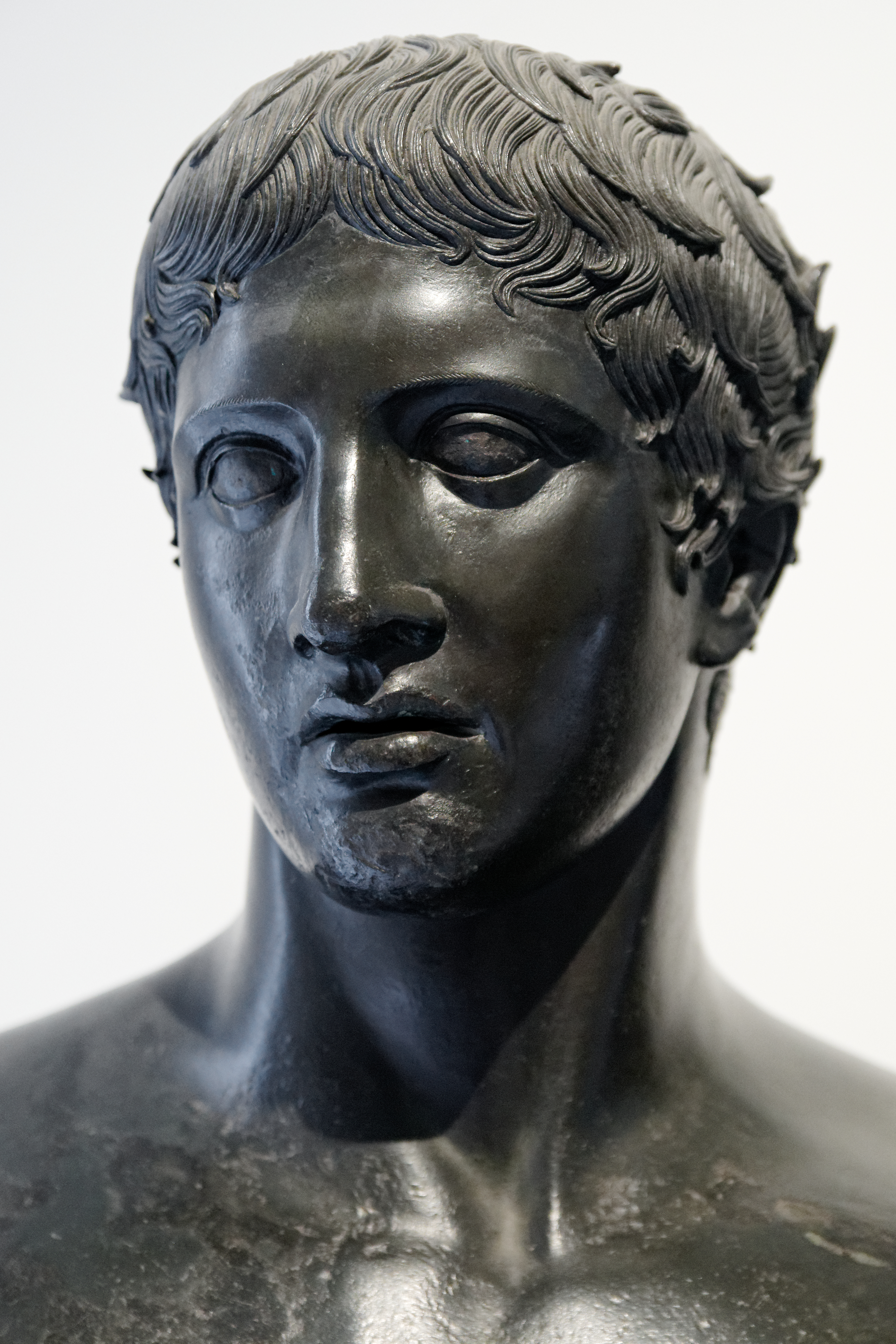
Erma di Doriforo, copia di età augustea firmata da Apollonio di Archia. Napoli, Museo archeologico nazionale 4885.

Figlio di Archia ha firmato una delle più antiche copie giunte sino a noi di ambiente neoattico, un'erma che replica la testa del Doriforo di Policleto, rinvenuta a Ercolano nella Villa dei Papiri. L'opera è datata al terzo quarto del I secolo a.C. circa.